# Les Oiseaux (film)
Vous lisez un « bon article » labellisé en 2008.
Pour les articles homonymes, voir Les Oiseaux.
Pour plus de détails, voir Fiche technique et Distribution.
Les Oiseaux (The Birds) est un thriller américain, réalisé par Alfred Hitchcock, sorti en 1963. Ce film est le 48e long-métrage d'Hitchcock, il s'inspire de la nouvelle éponyme de la romancière britannique Daphné du Maurier, publiée en 1952, qui est adaptée au cinéma par le scénariste Evan Hunter.
Avec Tippi Hedren et Rod Taylor dans les rôles principaux, le film narre les attaques inexpliquées d'oiseaux de toutes espèces sur les habitants de la petite ville de Bodega Bay en Californie. Il fallut trois ans de préparation avant le tournage : des milliers d'oiseaux furent dressés pour l'occasion et l'utilisation de nombreux trucages contribua à créer une ambiance de terreur.
Considéré comme le dernier grand film de sa carrière, Les Oiseaux contribua, malgré un succès commercial relatif, à relancer le genre des « films d'invasion » et lança également la carrière d'un ancien mannequin, Tippi Hedren, qui deviendra l'une des plus grandes « blondes » hitchcockiennes avec Grace Kelly.
Classique du cinéma d'épouvante, il fit l'objet d'un remake pour la télévision intitulé Les Oiseaux 2 (1994), également avec Tippi Hedren.

## Synopsis
Melanie Daniels, une belle et riche jeune femme de San Francisco, rencontre l'avocat Mitch Brenner chez un marchand d'oiseaux. Brenner fait semblant de la prendre pour une employée et lui demande un couple d'oiseaux, des « inséparables » qu'il veut offrir à sa jeune sœur, Cathy. Le lendemain matin, Melanie se rend à l'appartement de Mitch avec un couple d'inséparables. Elle apprend qu'il est parti pour le week-end à Bodega Bay. Elle décide d'aller là-bas en voiture, avec les oiseaux. Sur place, elle rencontre l'institutrice, Annie Hayworth.
Melanie loue un bateau et traverse la baie pour déposer discrètement la cage à la ferme des Brenner. Mitch l'aperçoit de loin. Il prend sa voiture pour la retrouver au port. Alors que Melanie aborde le quai, un goéland fonce sur elle. Mitch assiste à l'attaque. Il l'entraîne dans le restaurant pour la soigner. La mère de Mitch, Lydia, survient dans le restaurant. Elle se montre réservée à l'égard de Melanie, voire hostile. Mitch, avec malice, invite Melanie à dîner. Celle-ci accepte et décide de rester à Bodega Bay. Elle retourne à la maison de l'institutrice, qui lui loue une chambre pour la nuit.
À la ferme, Lydia est préoccupée par ses poules, qui refusent de manger. Elle glisse à son fils qu'elle n'apprécie guère ce « genre de fille ». En fin de soirée, Mitch fait subir un contre-interrogatoire à Melanie, qui part agacée. Dehors, les fils télégraphiques sont peuplés d'oiseaux. Dans la maison de l'institutrice, celle-ci parle à Melanie de ses relations avec Mitch, et de Lydia. Mitch téléphone pour inviter Melanie à l'anniversaire de Cathy le lendemain. Un coup violent est porté contre la porte. Les deux femmes se précipitent et trouvent un goéland, mort sur le seuil.
Ce dimanche, Cathy fête ses 11 ans. Melanie s'éloigne avec Mitch et lui raconte qu'elle a été abandonnée par sa mère au même âge. Les enfants jouent à colin-maillard, quand, soudain, des goélands piquent droit sur eux. La panique s'installe. Les adultes font rentrer tout le monde à l'abri. Le soir, alors que Melanie dîne chez les Brenner, des moineaux en grand nombre font irruption par la cheminée. Ils envahissent la pièce, volettent et piaillent, tandis que les trois femmes tentent de se protéger et que Mitch essaie, sans grand succès, de les chasser.

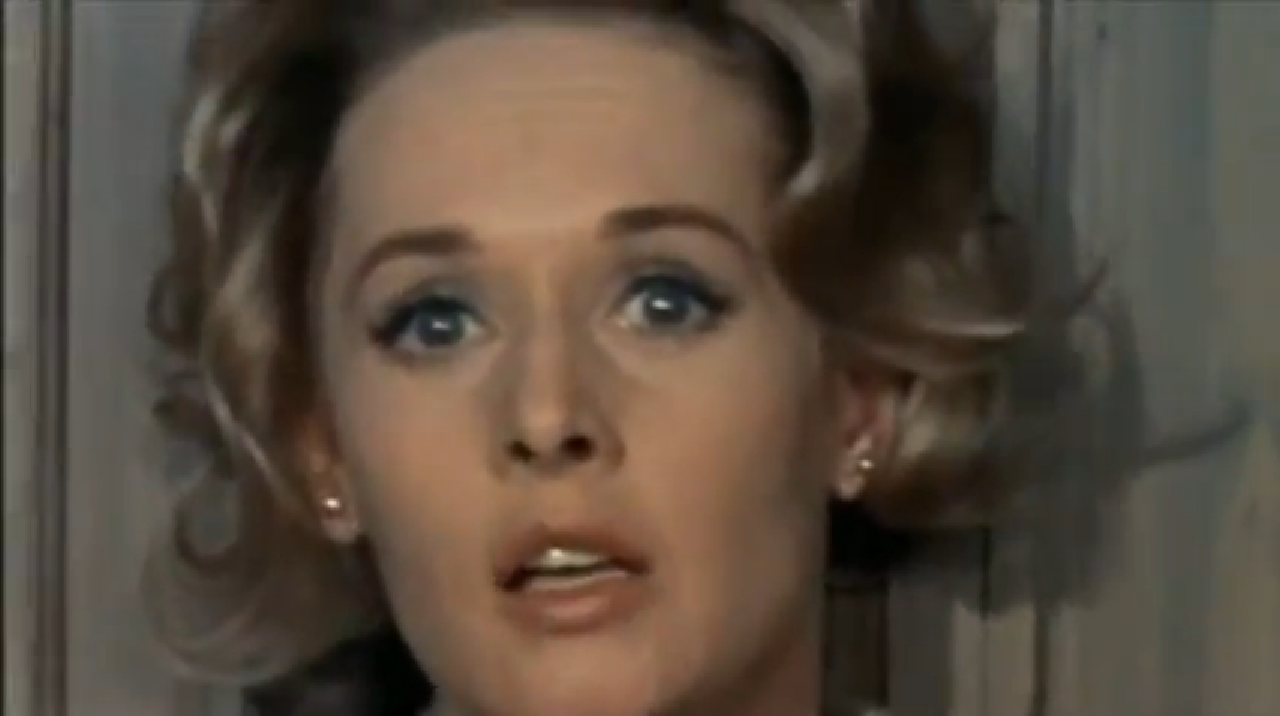
Tippi Hedren.

Le matin, Lydia arrive chez son voisin Dan Fawcett pour lui parler de ses poules. Elle le trouve mort, les yeux atrocement becquetés. Elle s'enfuit la bouche ouverte dans un cri silencieux, et rentre précipitamment chez elle. Melanie propose alors d'aller chercher Cathy au collège. Alors qu'elle attend la fin des cours devant l'école, des corbeaux se rassemblent. Craignant une attaque, elle en informe Annie, et toutes deux font sortir les enfants en leur demandant de courir s'abriter en ville. Les oiseaux prennent leur vol et attaquent les enfants, qui s'enfuient en hurlant.
Après cette agression, les oiseaux s'en vont. Melanie gagne le restaurant de Bodega Bay, où Mitch la rejoindra plus tard. La conversation entre les serveurs et les clients est interrompue par l'agression d'un pompiste par des goélands, suivie d'une explosion, d'un incendie et de l'attaque des oiseaux. Les clients du restaurant sortent pour porter secours aux victimes et sont agressés violemment par des goélands. Melanie trouve refuge dans une cabine téléphonique. L'attaque est dès lors vécue de l'intérieur de la cabine, percutée par les oiseaux. La jeune femme est finalement sauvée par Mitch, qui la ramène dans le restaurant.
Mitch et Melanie trouvent un groupe de femmes rassemblées dans un couloir, loin des fenêtres. Une mère accuse Melanie d'avoir apporté cette malédiction sur la ville. Cette dernière lui donne une gifle, ce qui calme la femme. Mitch et Melanie vont chercher Cathy chez Annie. Ils découvrent le corps de celle-ci sans vie, et Cathy terrifiée. Ils rentrent à la ferme. Face au risque de nouvelles attaques d'oiseaux venant de l'extérieur, Mitch et Melanie barricadent toutes les fenêtres de la maison. Puis ils s'installent à l'intérieur avec Lydia et Cathy. Une attaque brutale et violente survient. Elle cesse soudainement, les laissant dans l'obscurité.
Tôt le matin, Melanie, seule éveillée, entend un bruit à l'étage. Elle monte et découvre un trou dans le toit. Des dizaines d'oiseaux l'assaillent. Elle finit par s'effondrer, bloquant la porte. Mitch et Lydia viennent à son secours. Melanie est sérieusement blessée. Lydia devient alors bienveillante avec elle. Melanie doit être conduite à l'hôpital, Mitch parvient à rejoindre le garage, et, avec d'infinies précautions, il réussit à sortir la voiture et à la garer devant la porte d'entrée. Il retourne ensuite dans la maison pour chercher les trois femmes.
Tous quatre réussissent à sortir et à s'installer dans la voiture, avec les inséparables. La voiture s'éloigne très lentement, parmi des milliers d'oiseaux massés partout sur le sol et les bâtiments.

## Personnages

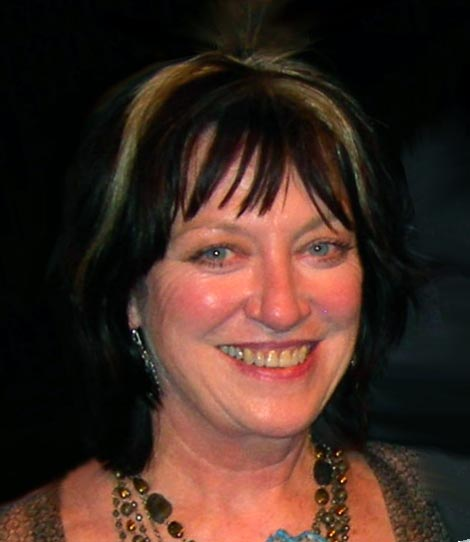
Veronica Cartwright en 2006 (interprète de Cathy Brenner)

- Melanie Daniels : jeune femme mondaine de San Francisco, Melanie Daniels est la fille du propriétaire du Daily News. Un vendredi après-midi, elle rencontre l'avocat Mitch Brenner chez un marchand d'oiseaux, et le suit jusqu'à sa résidence du week-end Bodega Bay. On apprend d'elle pendant une conversation entre Mitch et Lydia qu'elle s'est fait surprendre à se baigner nue dans une fontaine à Rome. Melanie soutient qu'elle a été poussée dans la fontaine, et qu'elle était habillée. Au fur et à mesure, la ravissante jeune femme, un peu frivole, un peu gâtée mais abandonnée par sa mère, se construit comme adulte responsable, courageuse, compatissante, efficace alors même qu'elle est de plus en plus décoiffée, que son impeccable tailleur se froisse, se tache, se déchire, que son visage est blessé.
- Mitch Brenner : avocat à San Francisco, il réside le week-end à Bodega Bay avec sa mère Lydia et sa sœur Cathy. Il rencontre Melanie chez un marchand d'oiseaux. Son attirance pour elle se confirme par la suite. C'est avec plaisir qu'il la retrouve à Bodega Bay. Il la soigne de la première blessure causée par un goéland et la sauve deux autres fois, la première dans la cabine téléphonique, la deuxième dans le grenier. C'est lui qui prend le premier conscience des actes des oiseaux, ce que personne n'admet au début. On apprend également qu'il a eu une courte aventure avec Annie Hayworth. À la fin du film il est reconnu enfin par sa mère comme le chef de famille.
- Lydia Brenner : mère de Mitch et de Cathy, veuve depuis peu, dépressive, elle ne supporte pas de voir son fils avec une femme. Elle a écarté Annie lorsqu'elle était amoureuse de Mitch et a fini par briser leur relation. Elle devient alors excellente amie avec l'institutrice. Melanie est pour elle une menace aussi. À la fin du film, elle la sauve aussi de l'attaque au grenier, et finit par être capable de ne pas voir en elle une rivale. Cette mère possessive fait suite à la mère castratrice de Psychose et précède celle de Pas de printemps pour Marnie. Elle fait écho à la propre mère d'Alfred Hitchcock[5]. L'attaque des oiseaux a été interprétée comme la haine qu'éprouve la mère pour la femme qui lui « vole » son fils[6]. En Melanie, elle finit par trouver une fille à aimer et protéger comme Mélanie, qui, blottie contre elle dans la voiture, trouve en elle une mère.
- Annie Hayworth : elle a été la maîtresse de Mitch. À la fin de leur liaison, provoquée par la jalousie de Lydia, elle déménage de San Francisco à Bodega Bay pour être près de lui. Elle a de l'affection pour Melanie, mais est tout de même jalouse de l'histoire d'amour naissante entre elle et Mitch. Elle sauve Cathy d'une attaque d'oiseaux en sacrifiant sa vie.
- Cathy Brenner : fille de Lydia, elle aime beaucoup Melanie, et veut tout faire pour qu'elle reste près d'eux. Elle est attaquée par des goélands lors de son anniversaire, comme les autres enfants et à la sortie de l'école. Annie lui sauve la vie mais y laisse la sienne. Cette expérience la traumatise. Elle tient cependant à emporter les « Lovebirds » en partant.

## Fiche technique
- Titre original : The Birds
- Titre français : Les Oiseaux
- Réalisation : Alfred Hitchcock

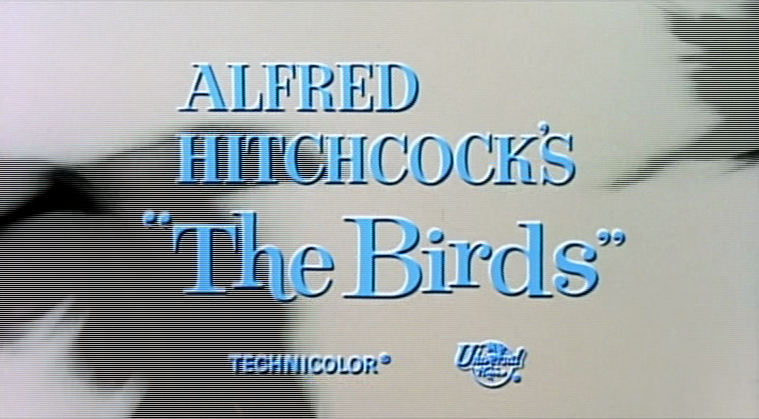
Logo du film présent dans le générique où on voit des oiseaux qui volent.

- Scénario : Evan Hunter d'après une nouvelle de Daphné du Maurier
- Direction artistique : Robert Boyle
- Décors : George Milo
- Costumes : Rita Riggs, Edith Head pour Tippi Hedren
- Maquillage : Howard Smit
- Coiffures : Virginia Darcy
- Photographie : Robert Burks
- Effets spéciaux : Lawrence A. Hampton et Ub Iwerks
- Son : Waldon O. Watson et William Russell
- Effets sonores : Remi Gessmann, Oskar Sala et Bernard Herrmann (consultant)
- Montage : George Tomasini
- Sociétés de production : Universal Pictures et Shamley Productions (Alfred Hitchcock)
- Sociétés de distribution : Universal Pictures
- Budget : 2 500 000 dollars US[7]
- Pays de production : États-Unis
- Langue : anglais
- Format : Couleurs (Technicolor) - 35 mm - 1,85:1  (1,66:1 au tournage) - Mono (avec processus panoramique)
- Genre : thriller, horreur
- Durée : 120 minutes
- Date de tournage : 5 mars au 10 juillet 1962
- Dates de sortie : 
  - États-Unis : 28 mars 1963
  - France : 6 septembre 1963[8]
  - Royaume-Uni : 10 septembre 1963
- Classification : interdit aux moins de 12 ans lors de sa sortie en France
- Affiche : Boris Grinsson (France)

## Distribution
- Rod Taylor (VF : Roger Rudel) : Mitch Brenner
- Tippi Hedren (VF : Jacqueline Ferrière) : Melanie Daniels
- Jessica Tandy (VF : Hélène Tossy) : Lydia Brenner
- Veronica Cartwright : Cathy Brenner
- Suzanne Pleshette (VF : Paule Emanuele) : Annie Hayworth
- Ethel Griffies : Mrs. Bundy, l'ornithologue
- Malcolm Atterbury (VF : Raymond Loyer) : Al Malone
- Ruth McDevitt (VF : Lucienne Givry) : Mrs. MacGruder
- Richard Deacon (VF : Lucien Bryonne) : le voisin de Mitch
- Elizabeth Wilson : Helen Carter
- Charles McGraw (VF : Jacques Dacqmine) : Sebastian Sholes, un client du snack
- William Quinn : Sam, l'homme au snack
- Lonny Chapman (VF : Henry Djanik) : Deke Carter, le gérant du snack
- Karl Swenson (VF : Serge Lhorca) : l'homme ivre au snack
- John McGovern (VF : Jean Berton) : le postier
- Doodles Weaver : un pêcheur
- Joe Mantell (VF : Gérard Férat) : Le représentant de commerce au bar du restaurant
- Doreen Lang : la mère hystérique

Acteurs non crédités
- Morgan Brittany : la petite fille brune à l'anniversaire
- Darlene Conley : une serveuse
- Dal McKennon (VF : Pierre Leproux) : Sam le cuisinier
- Mike Monteleone : l'employé de la station service
- Jeannie Russell : une élève à l'école
- Roxanne Tunis : figuration

## Production

### Scénario

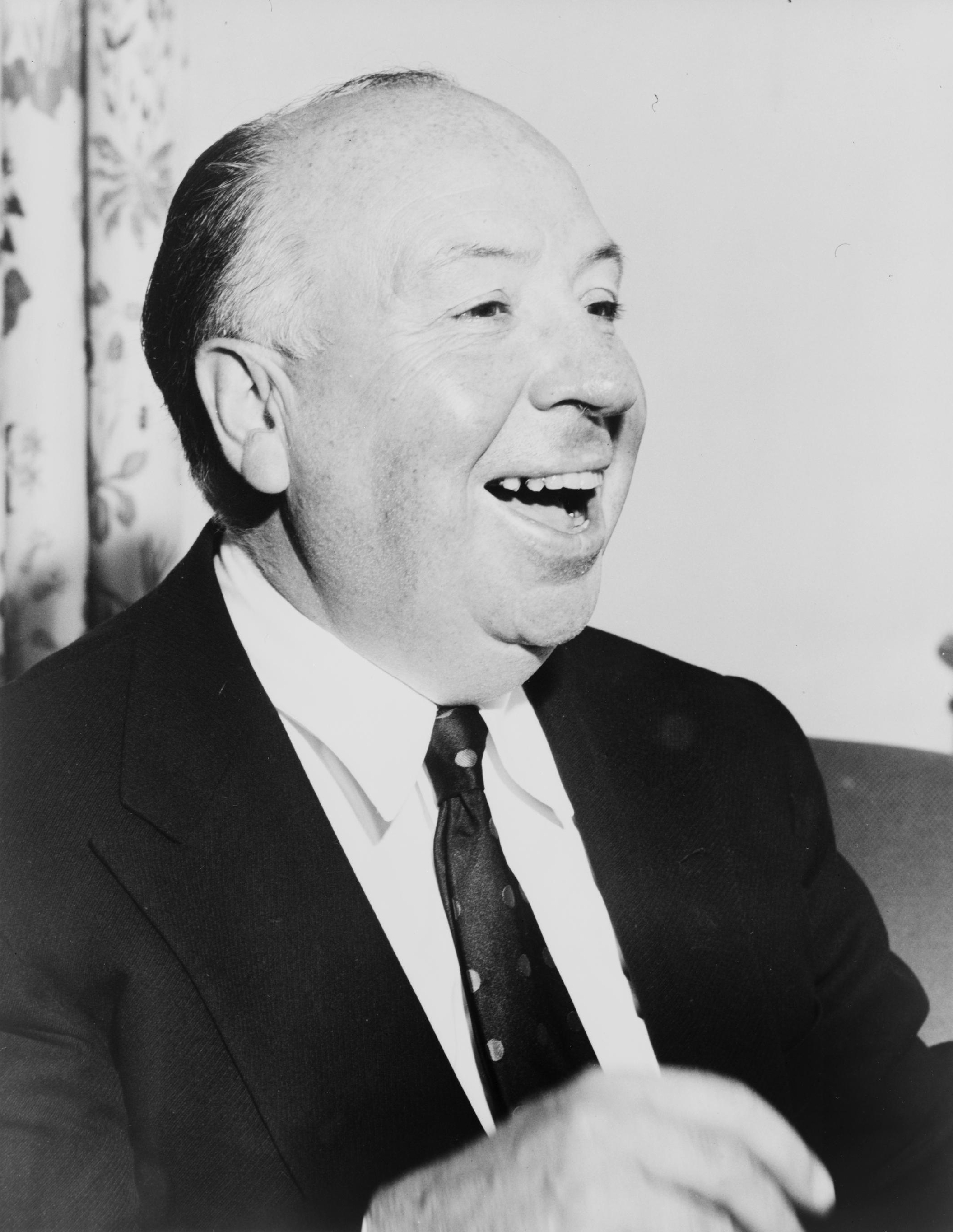
Alfred Hitchcock

Après Psychose (1960), Alfred Hitchcock eut le plus grand mal à trouver un nouveau sujet de film. Il commença à travailler sur le scénario de Pas de printemps pour Marnie avec le scénariste de Psychose, Joseph Stefano. Le film devait marquer le retour de l'actrice-fétiche du réalisateur, Grace Kelly.
Déçu[pas clair] mais non découragé, le réalisateur se tourna vers l'adaptation d'une nouvelle de Daphne du Maurier, Les Oiseaux, publiée en 1952 dans la revue féminine Good Housekeeping. Il la retint d'abord pour sa série télévisée hebdomadaire Alfred Hitchcock présente, mais eut l'idée d'en faire un long-métrage après avoir entendu qu'une femme avait été attaquée par des oiseaux. Hitchcock avait déjà adapté deux œuvres de Du Maurier pour ses films La Taverne de la Jamaïque en 1939 et Rebecca en 1940, en dépit du fait qu'il ne ressentait pas particulièrement d'attachement vis-à-vis de ses écrits.

Après avoir demandé aux décorateurs d'Universal Pictures de travailler sur des effets spéciaux concernant les oiseaux (la plus grosse part du budget), Hitchcock se mit à la recherche d'un scénariste. Stefano produisait la série Au-delà du réel et n'était donc plus disponible. Après avoir envisagé plusieurs personnes, dont Ray Bradbury, le réalisateur se tourna vers Evan Hunter qui deviendra célèbre sous le pseudonyme d'Ed McBain. L'écrivain accepta immédiatement de travailler avec Hitchcock. 

« C'était une nouvelle apocalyptique. Il s'agit d'oiseaux qui attaquent, inexplicablement, une ferme de Cornouailles. Après l'avoir lue, j'aurais tout donné pour travailler avec Alfred Hitchcock. Je l'ai appelé et il m'a demandé de lui soumettre mes idées. Il avait décidé de ne garder que le titre et l'idée de ces oiseaux qui attaquent des êtres humains. Il attendait mes propositions. Je me rappelle Hitch me montrant des articles sur ces inexplicables attaques, pour me rappeler qu'il ne s'agissait pas de fiction. »

— Ed McBain, All About The Birds
Le 18 août 1961, à Santa Cruz en Californie, une pluie d’oiseaux (des puffins fuligineux) se jette contre les domiciles. Une étude de 2011 montra que ce phénomène est dû à une intoxication alimentaire collective. Alfred Hitchcock, qui possédait un ranch dans les monts Santa Cruz, joignit le Santa Cruz Sentinel et demanda de lui envoyer un exemplaire du journal du 18 août pour enrichir la documentation du film qu'il préparait.
Lors des séances d'écriture, Hitchcock fut très clair : aucune explication sur la conduite insolite des oiseaux ne devait être formulée. Hitchcock estimait (d'après le biographe Patrick McGilligan) qu'une explication neutraliserait l'angoisse. Pour lui, le film devait susciter une peur primitive, celle d'être attaqué sans avertissement, ni motif.
Inspiré par l'école de Bodega Bay, Hunter voulut tout d'abord prendre pour héroïne une nouvelle institutrice arrivant dans la ville au moment de la première attaque d'oiseaux. Mais Hitchcock souhaitait lui donner davantage d'aura. Le scénariste proposa alors d'aborder le script d'une façon plus légère avec deux personnages principaux : une jeune femme riche et élégante face à un bel avocat. Hitchcock reconnut là une bonne stratégie pour construire le suspense : commencer comme une Love Story légère : le choc de l'horreur n'en serait que plus violent, soulignant du même coup les « dangers de la suffisance ».
La fin posa de nombreux problèmes à Alfred Hitchcock. Il avait pensé à une fuite des Brenner et Melanie hors de San Francisco, suivie d'un fondu enchaîné au Golden Gate Bridge totalement recouvert d'oiseaux. L'option fut abandonnée à cause de son coût et parce qu'Hitchcock préférait l'actuelle conclusion ouverte et suspensive. Le traditionnel mot FIN est d'ailleurs absent au générique. Il s'inspirait du style du cinéma d'auteur européen. Evan Hunter n'était pas d'accord avec ce choix, ce n'était pas la fin qu'il avait rédigée : « Hitch autorisait ses acteurs à prendre de scandaleuses libertés avec ce que j'avais écrit. Il jonglait avec des scènes, il coupait des scènes, il a même ajouté une scène », confia-t-il au biographe Patrick McGilligan.

### Choix des interprètes

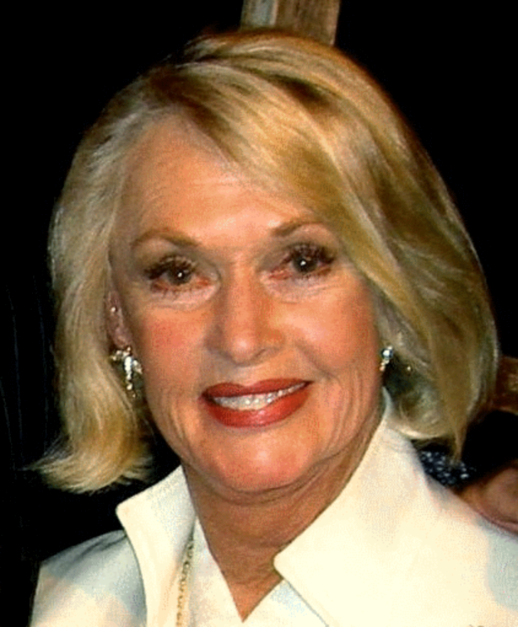
Tippi Hedren, interprète de Melanie Daniels, en 2006.

Hitchcock ne voulait pas de star pour le film. Le succès de Psychose sans grands acteurs l'avait motivé à se diriger dans ce sens. Après divers essais filmés de plusieurs actrices, Pamela Tiffin, Yvette Mimieux, Carol Lynley et Sandra Dee, Hitchcock surprit en choisissant une inconnue, Tippi Hedren. Il l'avait remarquée dans une publicité diffusée lors de l'émission télévisée The Today Show. La première scène du film où elle se fait siffler dans la rue est un clin d'œil à cette publicité. Ce mannequin sans expérience d'actrice correspondait au type d'héroïne hitchcockienne : une blonde imperturbable à l'extérieur glacé, mais toute en émotion rentrée. Son bout d'essai, dans lequel elle joue des scènes de Rebecca, Les Enchaînés et La Main au collet, coûta 30 000 $.
Hedren retenue, son personnage emprunta son nom à celui de sa fille de quatre ans, Melanie. Au cours du tournage, la jeune femme fut suivie de près par ses partenaires : Rod Taylor, Jessica Tandy et Suzanne Pleshette.
Hitchcock s'intéressa de très près à la coiffure, au maquillage, aux bijoux et aux tenues d'Hedren. Avec l'aide d'Edith Head, costumière renommée d'Hollywood, il sélectionna ses vêtements – manteau de vison pour suggérer le luxe et tailleur vert amande (sa couleur préférée, avec le gris, pour les vêtements de ses héroïnes). Il imposa que le prénom de Tippi soit encadré d'apostrophes.
Pour le rôle principal masculin, Hitchcock choisit Rod Taylor dont les seuls rôles marquants avant Les Oiseaux furent ceux de David Karfrey dans Géant avec Elizabeth Taylor et James Dean et celui de Georges dans La Machine à explorer le temps. L'acteur déclara avoir reçu un appel inattendu de la part de Hitchcock et que la surprise fut totale. Comme il le confia, il était à l'époque un jeune homme impertinent et ne montra pas le respect auquel aurait eu droit le réalisateur. Il déclara : « J'étais à la fois flatté et étonné qu'il accepte de travailler avec le gamin que j'étais. »
Hitchcock confia le rôle de Lydia Brenner à l'une de ses actrices favorites, Jessica Tandy. Il avait travaillé plusieurs fois avec son époux, Hume Cronyn, dans notamment L'Ombre d'un doute.
Puis il choisit Suzanne Pleshette pour interpréter le rôle secondaire d'Annie Hayworth. La collaboration s'avéra difficile, car adepte de la méthode de l'Actors Studio, Pleshette désarçonnait Hitchcock. « Hitch ne savait pas quoi faire de moi » dit-elle en 1999. « Il regrettait le jour où il m'avait engagée. »

### Les lieux
Ayant choisi ses acteurs principaux, Hitchcock se tourna vers ses collaborateurs favoris, au premier rang desquels son directeur de la photographie Robert Burks et le monteur George Tomasini. Il fit aussi appel à Albert Whitlock, un peintre d'origine britannique dont les fonds peints permirent de bien définir l'atmosphère du film et d'économiser les extérieurs. L'histoire originale se situe en Angleterre. Il fallut donc la transposer en Californie. Hitchcock avait déjà un lieu idéal : Bodega Bay, un petit port isolé au bord de l'océan Pacifique, à 100 km de San Francisco, qu'il avait découvert pendant le tournage de L'Ombre d'un doute à Santa Rosa. Avec Hunter, ils se mirent à explorer la région. L'école intéressait tout particulièrement le réalisateur, car il pensait qu'elle fournirait un cadre parfait pour une scène terrifiante où les oiseaux attaqueraient des enfants.
Des équipes travaillèrent sur place à Bodega Bay, là où la majorité des scènes en extérieur devaient être tournées. La maison de l'institutrice Annie fut entièrement reconstruite, et la ferme des Brenner à Bodega Head restaurée en vieille grange de style XIXe siècle.

### Tournage
Contrairement à Psychose où la Paramount Pictures lui avait imposé un budget réduit à 800 000 $, Alfred Hitchcock disposait de 2 500 000 $. Il retrouvait ainsi une somme équivalente à celles dont il bénéficiait habituellement. Pour La Mort aux trousses, le budget s'était monté à 3 300 000 $. Le tournage proprement dit débuta le 5 mars 1962. Tout avait été méticuleusement prévu car Hitchcock n'aimait pas les extérieurs,, qui ne lui permettaient pas de contrôler la lumière et le bruit ambiant.
Aussi, durant le tournage à Bodega Bay, les assistants d'Universal Pictures photographièrent-ils les habitants et les intérieurs des boutiques, afin d'assurer le caractère réaliste des costumes et des décors lorsque la production serait de retour dans les studios. Ils recréèrent le port, le restaurant et les intérieurs. Hitchcock refusa de filmer les gros plans en lumière naturelle ; ils furent ajoutés plus tard, en studio. C'est ainsi que les plans américains et les gros plans de Tippi Hedren dans le bateau, par exemple, furent filmés dans un bassin, en studio, avec pour fond des toiles peintes par Whitlock.
« Hitchcock reconnut avoir été exceptionnellement tendu, durant le tournage du film ». Lui si méticuleux, qui habituellement travaillait chaque prise longtemps à l'avance, apportait des changements de dernière minute au scénario et improvisait sur le plateau. Ainsi, il tourna, puis abandonna une scène humoristique dans laquelle la relation entre les personnages principaux se précisait, alors même que Jessica Tandy faisait sa découverte macabre à l'intérieur d'une ferme : « J'ai trouvé qu'une scène d'amour prolongée juste à ce moment pouvait irriter le public. » Soucieux de l'accueil réservé à son film, il voulait absolument tenir son public en haleine. D'où cette première partie constituée d'images de rassemblements d'oiseaux, censées rassurer les spectateurs.
En dépit de ces changements de dernière minute, Hitchcock étudia les storyboards montrant l'attaque contre Tippi Hedren par des oiseaux dans le grenier (une séquence qui exigea trente-deux angles de prise différents) et il indiqua le nombre d'images nécessaires. Il anticipait les coupes au montage et pensait la durée de chaque plan : « Je n'ai jamais vu personne, ni avant ni après, doté d'un tel sens du cinéma », confia Harold Michelson, qui participa aux effets spéciaux.

### Les oiseaux

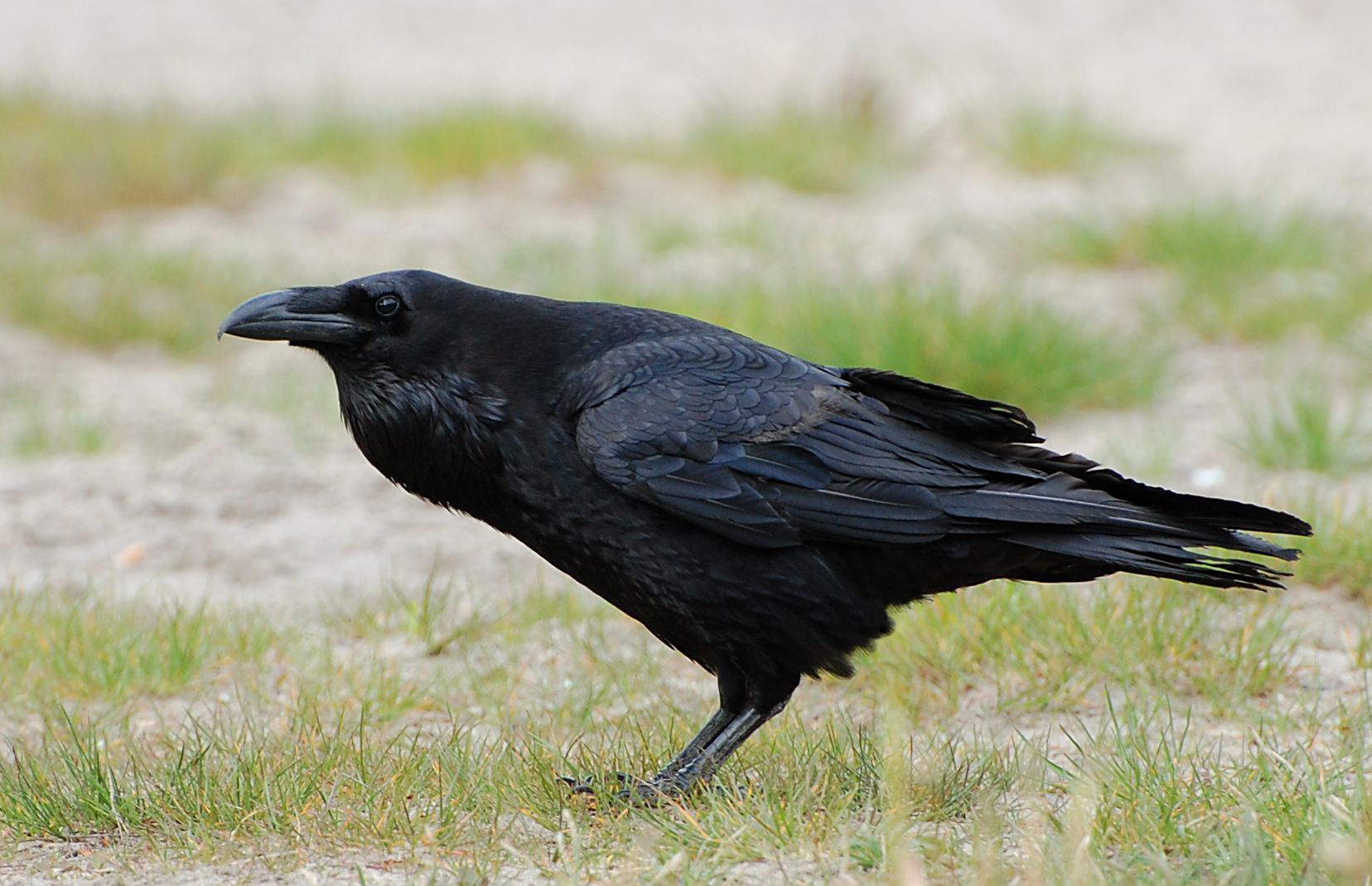
Un corbeau

La principale difficulté technique, avant les effets spéciaux, concernait les oiseaux réels. Sur le plateau, ils étaient contrôlés par des dresseurs dirigés par Ray Berwick, qui supervisait l'entretien et l'entraînement de milliers de goélands, corbeaux freux, corneilles, moineaux, bouvreuils et bruants. Diverses techniques furent utilisées pour tenter de leur faire jouer leur rôle, avec des fortunes diverses. Robert Boyle attacha des petits aimants aux pattes des corneilles afin qu'elles s'alignent sur la gouttière de la maison d'Annie. Tout semblait marcher jusqu'à ce que la caméra commence à tourner. En tentant de s'envoler les volatiles basculèrent en avant formant une triste brochette pendant la tête en bas.

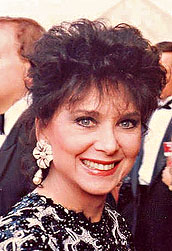
Suzanne Pleshette, interprète d'Annie Hayworth, en 1991.

Ray Berwick et les oiseliers portaient de longs gants de cuir pour se protéger, ce qui n'était pas le cas des acteurs, qui reçurent des injections antitétaniques, comme tous les membres de l'équipe (les coups de becs étant fréquents). Rod Taylor fut harcelé par un corbeau nommé Archie, mais c'est Tippi Hedren qui souffrit le plus,.
Lors de la scène du grenier où Melanie est sauvagement attaquée, l'actrice apprit le matin du tournage que les oiseaux mécaniques qui devaient entrer en jeu ne fonctionnaient plus. Pendant cinq jours, Tippi Hedren dut affronter des oiseaux réels. Durant toute la semaine, les techniciens lancèrent sur elle des volatiles censés la frapper ; certains étaient rattachés à son costume par des fils invisibles.

« Je faisais de mon mieux pour rester calme. C'était tellement effroyable. Je devais vraiment repousser les oiseaux. Ils n'attaquaient pas. Ce n'est pas dans leur nature de le faire. Mais ils venaient sur moi et je devais m'en défendre. Cary Grant est venu sur le plateau pour voir Hitch. Il m'a dit : « Vous êtes une femme très courageuse ». Je lui ai répondu qu'il exagérait. Mais c'était vraiment horrible. Le vendredi, je devais être à terre, morte de fatigue. J'étais blessée dans le film. Rita Riggs, ma costumière, qui est devenue une créatrice talentueuse, m'avait mis des bandes de tissu, avec de petits élastiques accrochés partout. J'ai mis ma robe. Elle a tiré les élastiques à travers les trous de la robe et ils ont attaché le pied de l'oiseau à moi. Ça a duré toute la journée du vendredi. L'un des oiseaux a décidé de bouger de mon épaule jusqu'à... Il a sauté et m'a éraflé près de l'œil. J'ai crié : Ça suffit ! Ils sont tous partis et je me suis assise au milieu du plateau et j'ai pleuré. J'étais vraiment exténuée. Tout le monde est parti. Ils m'ont laissée là. »

Le lundi suivant, elle s'écroula d'épuisement et dut être hospitalisée, une paupière ouverte. Elle fut remplacée durant cinq jours par une doublure pour les scènes suivant l'attaque. Des gros plans du visage de Tippi Hedren furent ajoutés par la suite. Le fait d'être une actrice débutante dans une grosse production la poussa à obtempérer aux exigences d'Hitchcock. Selon Donald Spoto, une actrice établie n'aurait jamais accepté des conditions aussi extrêmes.

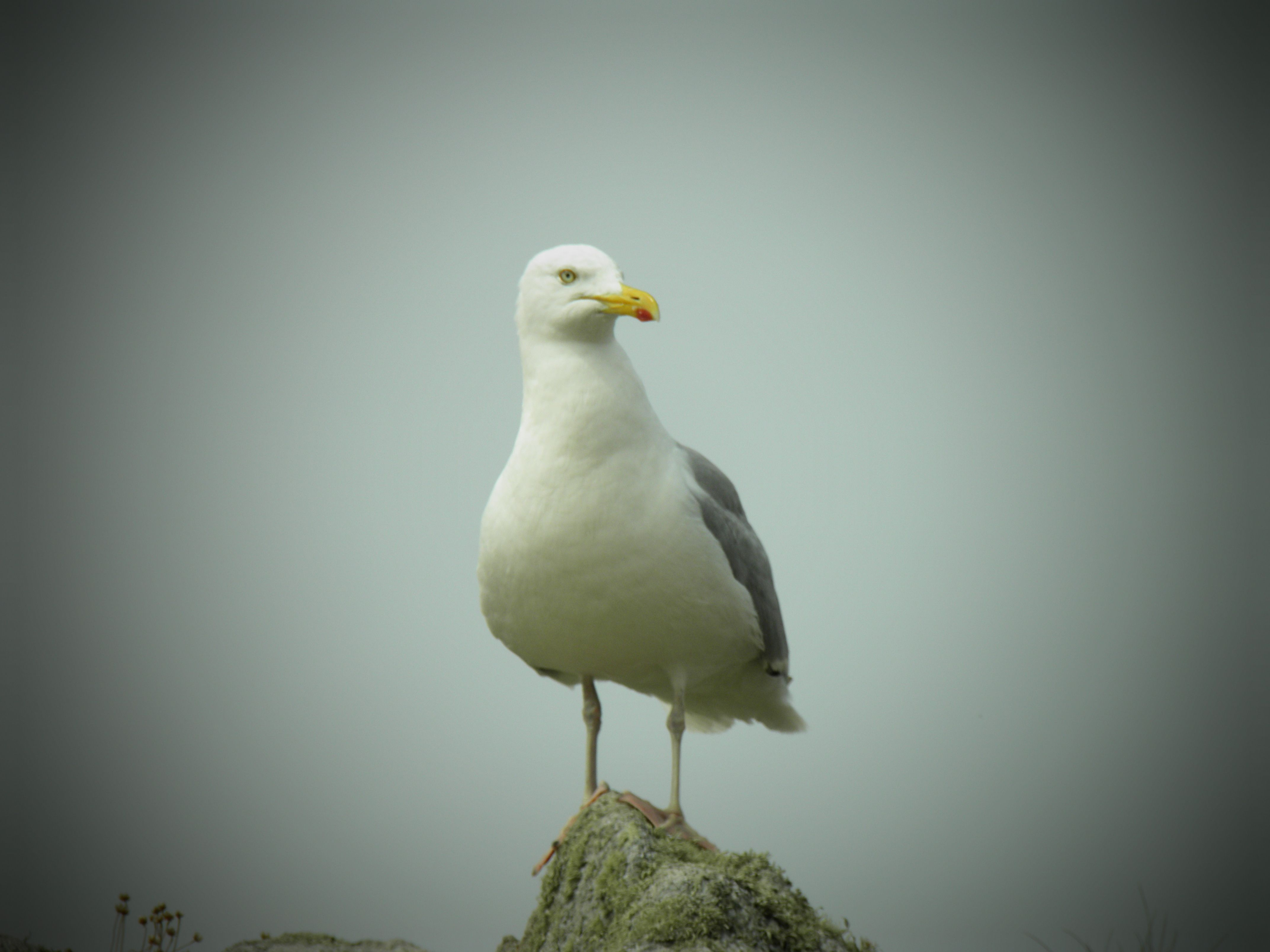
Un goéland

Parfois, les oiseaux refusaient de coopérer. La première tentative pour filmer des moineaux faisant irruption par la cheminée se termina en farce : ils atterrirent dans l'âtre et se mirent à sautiller tranquillement sur la table basse. La scène fut finalement tournée sans eux et ils furent ajoutés ensuite, en fonction des gestes des acteurs.
De la même manière, les acteurs devaient feindre des réactions à une menace invisible au cours de l'attaque sur la ferme, alors que l'on entend les oiseaux sans les voir. La bande-son des cris et des battements d'ailes n'étant pas prête, Hitchcock utilisa un roulement de tambour pendant la prise de vue afin que les acteurs crient suffisamment fort pour le dominer et que les réactions soient coordonnées – Lydia tentant de s'abriter, Melanie et Cathy recroquevillées sur le canapé.

### Effets spéciaux
Pour les effets spéciaux, Hitchcock fit appel à Ub Iwerks, récompensé d'un Oscar spécial en 1959 et connu pour son travail d'animation dans les studios Walt Disney durant les années 1920. Une partie de l'équipe Disney est engagée pour les effets spéciaux. Iwerks était surtout chargé d'incorporer des oiseaux animés avec des oiseaux réels dans des plans de nombreuses séquences au moyen du procédé à la vapeur de sodium (aussi appelé « fond jaune »). Robert Broughton, artiste des effets spéciaux photographiques, est crédité de façon posthume pour les effets visuels des oiseaux volants et menaçant. Grâce à Iwerks, le film obtint une nomination à l'Oscar des meilleurs effets visuels en 1963 mais perdit face à Emil Kosa, Jr., créateur des effets spéciaux de Cléopâtre.
Sur les 1 500 plans que compte le film, pas moins de 371 sont truqués. Le budget consacré aux effets spéciaux est énorme pour l'époque — la majeure partie étant consacrée aux oiseaux eux-mêmes —, car ils sont particulièrement complexes. Ainsi, 200 000 $ furent alloués uniquement pour la fabrication d'oiseaux mécaniques — qui durent finalement être abandonnés parce qu'ils s'avérèrent trop peu fiables[réf. nécessaire]. Dans la dernière scène du film, des oiseaux réels furent utilisés seulement pour les premiers plans ; les grosses masses et les plans éloignés sont constitués d'incrustations électroniquement altérées d'oiseaux en vol ajoutées en surimpression. Hitchcock appela la vue aérienne de Bodega Bay juste après l'explosion « le point de vue de Dieu ». Si le plan ne dure que quelques secondes, il nécessita pourtant trois mois de réalisation. Il est composé de plusieurs éléments différents : la scène centrale fut filmée, avec le feu et les habitants affolés qui courent en tous sens ; la ville tout autour était un fond peint fixe ; les oiseaux, peints eux aussi, furent ajoutés en surimpression.
Le plan-séquence final, qui montre la voiture de Melanie, conduite par Mitch, quittant la ferme au petit jour avec les oiseaux massés au premier plan et tout autour de la ferme, s'avéra le plus problématique : il est ainsi constitué d'une combinaison de fonds peints et de raccords provenant de trente-deux prises. Interviewé par le réalisateur Peter Bogdanovich en 1963, Alfred Hitchcock expliqua que la scène finale des Oiseaux fut la plus dure à réaliser :

« D'abord, on avait droit à un nombre limité de goélands. Le premier plan était filmé en trois parties différentes, de gauche à droite, jusqu'aux oiseaux perchés. Les goélands étaient dans le premier tiers. Puis on a filmé le deuxième tiers et le tiers de droite avec les mêmes goélands. Et, juste au-dessus des têtes de corbeaux, il y avait une mince bande, où l'on avait placé les goélands à nouveau. Et puis la voiture partait sur le chemin, la voiture seulement, avec les oiseaux des deux côtés. C'était un autre plan. Et puis, il y avait le ciel, et c'était un autre plan. »

Il déclara plus tard que cette séquence fut l'une des plus difficiles qu'il ait eu à tourner dans toute sa carrière.

### La scène de l'école

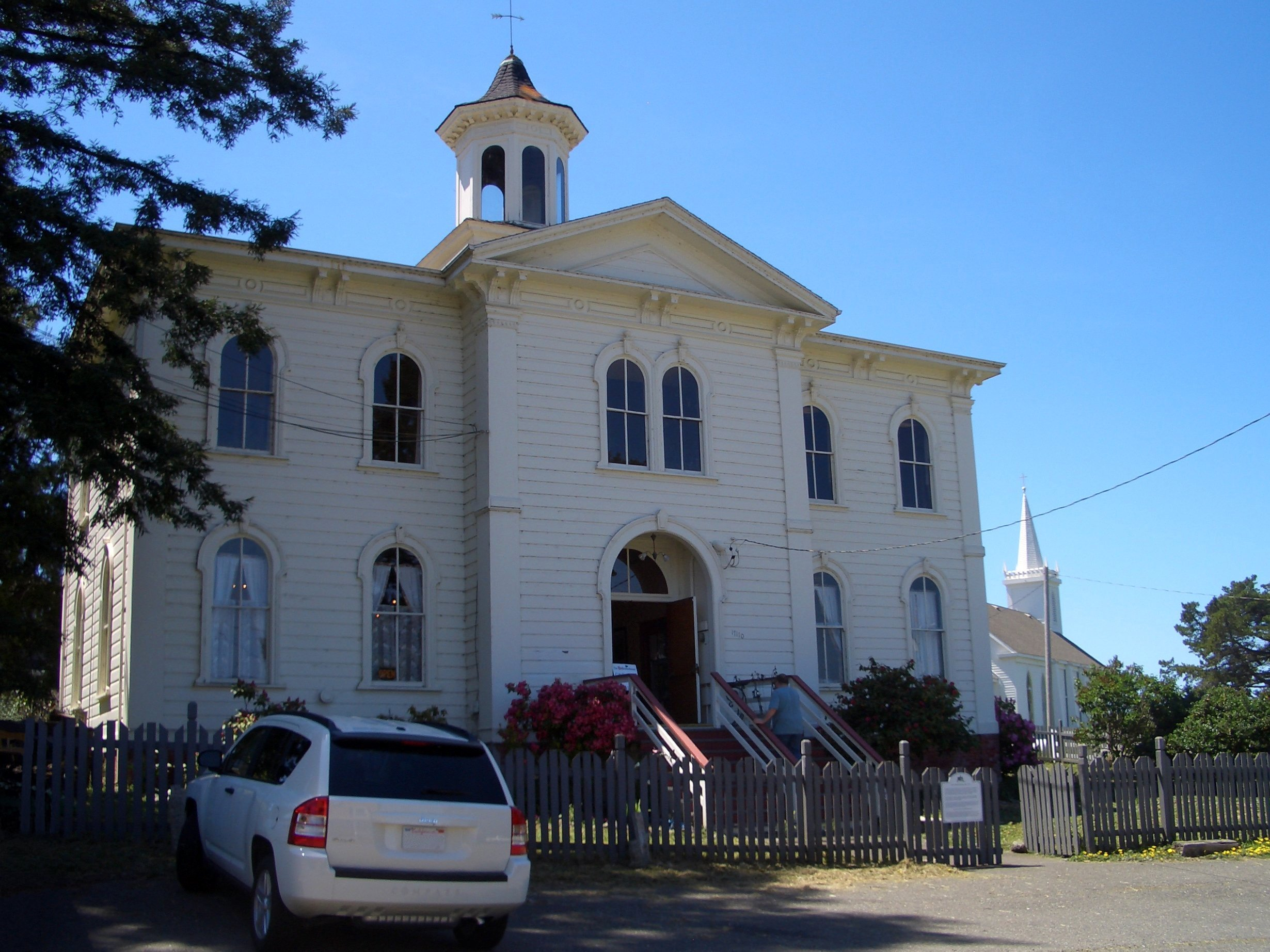
École Potter

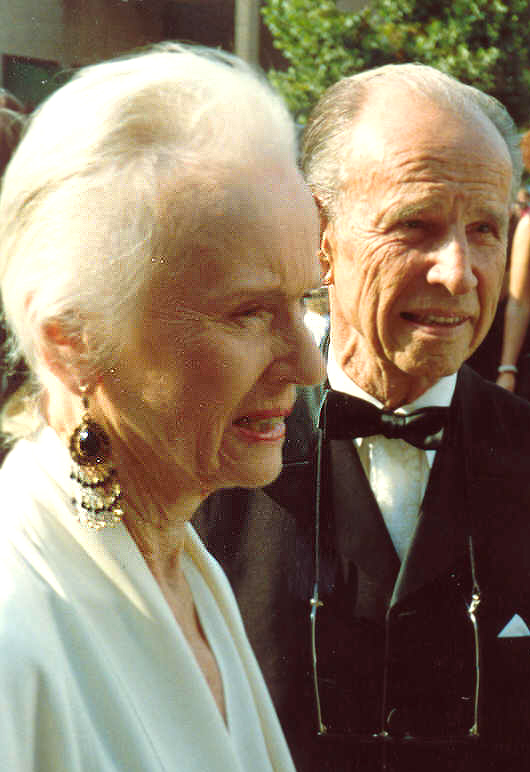
Jessica Tandy, interprète de Lydia Brenner, en 1988

Comme dans ses longs-métrages précédents, Alfred Hitchcock voulait immiscer le spectateur dans le suspense, qu'il abandonne son état passif devant l'écran pour vivre véritablement le film. La scène de l'école est caractéristique de ce suspense hitchcockien. Elle se déroule après le début des attaques des oiseaux. Melanie est chargée de chercher Cathy à l'école et de la ramener à la maison. Les cours n'étant pas terminés, elle sort de l'école pour fumer une cigarette. Elle s'assoit devant la cour de récréation. Cette séquence est presque silencieuse, seulement rythmée par le bruit de fond des élèves chantant la comptine Rissle-dy, Rossle-dy. La caméra filme Melanie au premier plan, elle tourne le dos au second plan qui permet au spectateur de voir la cour de récréation avec au centre la « cage à poules », un jeu pour enfants. Sans faire aucun bruit, un corbeau se perche sur la structure métallique. Hitchcock montre ainsi au spectateur qu'il va utiliser la cage en profondeur de champ. Le suspense est renforcé par le fait que le spectateur voit la menace s'installer, s'alourdir, alors que Melanie, elle, ignore ce qui se passe dans son dos. Hitchcock prolonge cette situation en alternant lentement des plans américains de Melanie et des plans d'ensemble de la structure où les oiseaux se massent derrière elle. Il met en place une double attente anxieuse : celle du spectateur qui attend que Melanie découvre les oiseaux et celle de Melanie qui attend la fin des cours. À cette différence de plans (premier et deuxième) ainsi que le contraste entre ce que le spectateur voit et sait et ce que le personnage ne voit pas et ignore, il rajoute l'opposition entre la place de la cage à poules à la droite du personnage et celle de l'école à sa gauche. Il se passe un long moment avant que Melanie n'en remarque un dans le ciel, le suive des yeux et découvre ce que le spectateur sait déjà. Lorsqu'elle se retourne, la scène est englobée en un seul plan : Melanie, les oiseaux et l'école. Elle permet de faire immédiatement imaginer au spectateur ce qui va se passer : l'attaque des oiseaux sur l'école. C'est cette scène imaginée qui provoque la peur chez le spectateur, bien plus que ce qu'il voit réellement à l'écran. Melanie se lève, figée dans une expression d'horreur. L'attente est terminée, mais le choc est également ressenti par le spectateur qui voit une cage noire de corbeaux alors que l'avant-dernier plan d'ensemble montrait une dizaine d'oiseaux maximum.
Le plan des corbeaux massés sur la structure métallique est un trucage visuel. Il associe oiseaux vivants ou naturalisés et silhouettes découpées. Hitchcock soutenait que le spectateur ne pouvait pas s'en apercevoir, car l'œil capte avant tout le mouvement : il voit des oiseaux vivants et il suppose, inconsciemment, que tous le sont.

### Musique
Dans Les Oiseaux, le son joue un rôle essentiel, et d'une manière inattendue, Hitchcock, s'appliquant à exploiter les possibilités émotionnelles du son, estimait que l'absence de musique accentuerait le malaise chez le spectateur. Aussi choisit-il de privilégier les sons émis par les oiseaux : « Pour bien décrire un bruit, il faut imaginer ce que donnerait son équivalent en dialogue. Je voulais obtenir dans la mansarde un son qui signifierait la même chose que si les oiseaux disaient à Mélanie : "Maintenant nous vous tenons. Et nous arrivons sur vous. Nous n'avons pas besoin de pousser des cris de triomphe, nous n'avons pas besoin de nous mettre en colère, nous allons commettre un meurtre silencieux". » Oskar Sala, développeur d'un synthétiseur capable de manipuler électroniquement les sons naturels, le Trautonium, Remi Gassmann (compositeur), et Bernard Herrmann (le collaborateur musical attitré d'Hitchcock) utilisèrent des cris d'oiseaux altérés électroniquement à des moments où on aurait attendu de la musique – ce qui renforce encore le suspense et provoque l'angoisse,. Alfred Hitchcock connaissait cet instrument puisqu'il l'avait entendu à la radio lors d'un séjour à Berlin dans les années 1920.
La comptine Rissle-dy, Rossle-dy, chantée par les enfants dans l'école, vient d'une idée d'Ed McBain. À l'époque du film, il avait des enfants du même âge et il leur avait demandé ce qu'ils chantaient à l'école ; cette comptine a été évoquée, alors tombée dans le domaine public. Mais la chanson Rissle-dy, Rossle-dy était trop courte pour la scène. Alors Ed McBain a dû composer des couplets supplémentaires, ce qui lui a valu par la suite des droits d'auteur de l'ASCAP, sur les couplets qu'il a écrits.

## Accueil

### Sortie
- États-Unis : 28 mars 1963
- Argentine : 30 mai 1963
- Mexique : 18 juillet 1963
- Japon : 20 juillet 1963
- Danemark : 2 septembre 1963
- Australie: 6 septembre 1963
- France : mai 1963 (Festival de Cannes), 6 septembre 1963 (sortie nationale)
- Royaume-Uni : 10 septembre 1963
- Suisse : 16 septembre 1963
- Allemagne : 20 septembre 1963
- Hong Kong : 10 octobre 1963
- Italie : 31 octobre 1963
- Finlande : 8 novembre 1963
- Espagne : 7 décembre 1963
- Japon : 13 janvier 1973 (ressortie)
- Finlande : 17 avril 1981 (ressortie)
- Espagne : 17 avril 1981 (ressortie)
- Allemagne : 13 août 1999 (vidéo première)
- France : 27 octobre 1999 (ressortie)

### Accueil critique
Les attentes étaient grandes depuis Psychose. Avec des effets visuels ambitieux, une bande-son inhabituelle et l'absence de tête d'affiche, Hitchcock ne pouvait se permettre de décevoir ni la critique ni le public. C'était la première fois qu'il disposait d'un aussi gros budget. Son film « le plus important » selon ses propres mots devait être un succès.

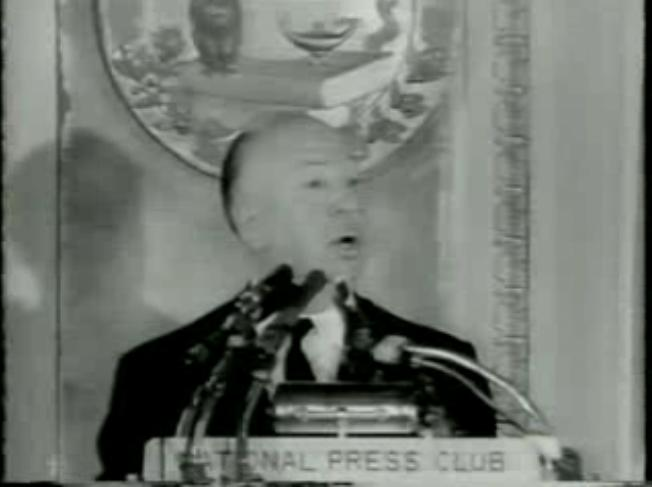
Alfred Hitchcock au National Press Club.

La grande campagne de promotion du film débuta avec le slogan : « Les Oiseaux arrivent ! », puis Hitchcock se rendit au National Press Club à Washington. Il déclara devant l'assemblée : « Depuis plus de 30 ans, je m'adonne à l'art de donner la chair de poule, aux États-Unis et en Angleterre. Je viens d'achever un long métrage. Le titre est assez court, il contient deux mots. Il y en avait trois, mais on a enlevé le premier mot drôles... et c'est simplement devenu Les Oiseaux. Tous les acteurs sont, bien sûr, de drôles d'oiseaux. En fait, on n'avait pas vu autant de plumes depuis les boas des danseuses des années 1920. Les humains ont aussi un rôle car après tout, le film n'est pas seulement sur les corbeaux mais aussi sur les beaux corps. »,.

Le cinéaste choisit de présenter son film en avant-première mondiale au Festival de Cannes 1963. Il fit l'ouverture mais ne fut pas sélectionné pour la compétition officielle, le public fut sous le choc en sortant de la projection : 

« Ce n'est pas le lâcher de quelques pigeons débonnaires, ni le charme de son interprète Tippi Hedren qui pourront atténuer l'impression d'horreur ressentie à la présentation de son film Les Oiseaux »

— Édition spéciale consacrée au 16e festival international du film de Cannes.
 La critique française salua le film et le considéra comme l'un « des meilleurs Hitchcock », mais aussi le plus effrayant. Elle souligna qu'Hitchcock avait su faire d'une histoire banale un grand film, malgré le manque de musique. À l'inverse, les critiques américaines furent partagées. Si The New York Times reconnut le talent d'Alfred Hitchcock de rendre effrayant la créature la plus innocente et l'ami le plus mélodieux de l'homme dans un vrai film d'épouvante, il dérouta ses admirateurs qui s'attendaient à voir un film à suspense habituel et non un film d'horreur. Et parmi ceux qui l'avaient aimé, beaucoup écrivirent à Hitchcock pour lui reprocher l'absence de fin. Le critique du Time trouva l'intrigue idiote et mal menée et nota dans sa chronique du 5 avril 1963 que « le Maître a troqué ses théories élémentaires sur la terreur pour une nouvelle perspective qui est vaguement Nouvelle Vague ». Newsweek regretta que la logique ait été « manipulée de façon inexplicable » et The New Yorker qualifia le film de « triste échec ». Néanmoins, ils s'accordèrent à féliciter Tippi Hedren dans son premier rôle. Arthur Knight du Saturday Review reconnut que la nouvelle découverte d'Hitchcock était « incontestablement une jolie blonde ». Pour son interprétation, la presse étrangère lui décerna le Golden Globe de la révélation féminine de l'année.

### Box-office
Psychose, le précédent film d'Hitchcock sorti en 1960, avait rapporté 32 000 000 $ rien qu'aux États-Unis. La même année, seul Ben-Hur avait rapporté plus d'argent, alors qu'il disposait d'un budget 16 fois plus important (15 000 000 $). Pour succéder à son plus grand succès, il lui fallait un film à la hauteur. Les Oiseaux remporta en totalité aux États-Unis 11 403 559 $. Ce résultat fut moins bon que prévu mais néanmoins restait un succès suffisant pour rassurer le réalisateur. Il fut classé 16e parmi les 20 films les plus regardés de l'année 1963.
En France, Les Oiseaux totalise 1 210 000 entrées lors de sa sortie initiale, dont 331 035 entrées à Paris. Avec les ressorties, il cumule un total de 1 789 995
entrées.

## Distinctions

### Récompenses
- Golden Globes 1964 : Révélation féminine pour Tippi Hedren

### Nominations
- Oscars 1964 : Oscar des meilleurs effets visuels pour Ub Iwerks
- Prix Edgar-Allan-Poe 1964 : Meilleur scénariste pour Evan Hunter
- Satellite Awards 2005 : Outstanding Classic DVD pour la Alfred Hitchcock Masterpiece Collection (avec 13 autres films)

## Analyse

### Les grands thèmes
Hitchcock utilise de nombreux thèmes et motifs récurrents dans ses films, et Les Oiseaux ne fait pas exception à la règle. De fait, les oiseaux apparaissent fréquemment dans ses œuvres. Ainsi, dans Agent secret (1936), Verloc donne des oiseaux en cage à Stevie. Le motel de Norman Bates dans Psychose (1960) est rempli d'oiseaux empaillés. Parmi les thèmes chers à Hitchcock, les yeux et la vue, qui sont au cœur du processus cinématographique, occupent une place de choix. Dans Les Oiseaux, les yeux becquetés de Fawcett ont disparu ; ne restent plus à leur place que des orbites sanguinolentes.
- Dans Psychose (1960), l'héroïne s'appelle Marion Crane (« grue » en anglais) et elle parle d'oiseaux empaillés avec Bates.
- Les yeux ont une grande importance dans Les Oiseaux. Le portrait du père de Mitch semble en être dépourvu.
- Le rideau imaginé par Salvador Dalí pour la séquence du rêve dans La Maison du docteur Edwardes (1945) est couvert d'yeux.

La scène dans laquelle Hedren se fait attaquer par les oiseaux dans la chambre est qualifiée par les cinéphiles de « métaphore du viol ». La douleur qui s'en dégage, les plans serrés, la rapidité, la violence et la mise à nu du personnage en justifient l'explication. De plus, il est difficile d'ignorer le sens de la perversion de Hitchcock dans ses films, allant du voyeurisme (Fenêtre sur cour) au meurtre par jalousie (Le crime était presque parfait). Le viol sera explicitement introduit dans son film suivant Pas de printemps pour Marnie.
Pour déclencher les intrigues de ses films, Hitchcock utilise un procédé surnommé « MacGuffin ». Dans Les Oiseaux, il s'agit de l'achat du couple d'inséparables (« lovebirds » en anglais). Les deux héros se rencontrent à cette occasion et Melanie prend pour prétexte la livraison des inséparables pour se rendre à Bodega Bay. Le mot « lovebirds » (« oiseaux amoureux ») renvoie également à l'idylle naissante entre Melanie et Mitch (les « tourtereaux ») ainsi qu'au stratagème amoureux utilisé par l'héroïne pour revoir rapidement le jeune homme.
Dans ce film d'épouvante, le cinéaste utilise également le processus de la mise en phase tel que décrit par Roger Odin et constitutif de la sémio-pragmatique. En effet, pour certaines scènes, dont celle de la station service, son parti pris de réalisateur consiste à utiliser un ressort narratif diégétique, c'est-à-dire à animer et enchaîner les images au rythme de la montée en puissance de la violence des oiseaux.

### Apparition d'Hitchcock
Dès Les Cheveux d'or (1927), Hitchcock prit l'habitude de faire une apparition dans ses films. Il prétendit d'abord économiser ainsi un figurant, mais avouera plus tard qu'il s'était inspiré de l'apparition de Charlie Chaplin dans L'Opinion publique. Au début des Oiseaux, Tippi Hedren entre dans une oisellerie. Juste au moment où elle met le pied dans la boutique, Hitchcock en sort avec ses deux chiens, Geoffrey et Stanley.
Le collaborateur du réalisateur depuis Psychose, Milton A. Green, déclare : « Geoffrey et Stanley étaient des rois. Ils étaient mieux traités et mieux nourris que beaucoup d'humains. Hitch leur commandait de grands steaks et les faisait découper. Ils étaient adorables et il les adorait. Ils étaient tout le temps sur le plateau et dans son bureau avec Alma ».

## Autour du film

### Éditions en vidéo
VHS :
- Les Oiseaux, version originale sous-titrée (France), Universal Pictures Vidéo, 1999, 125 min.
- Les Oiseaux, version française (France), Universal Pictures Vidéo, 1999, 120 min.

DVD :
- Les Oiseaux, Universal Pictures, 2004, 120 min. Recadrage 1,33/1.

Suppléments : All About The Birds (making-of des Oiseaux), les essais de Tippi Hedren, les actualités Universal, films-annonces, le storyboard des scènes supprimées, l'autre fin (esquisses et storyboards), galerie de photos, un livret de 4 pages avec les notes de productions).
BLU RAY
Edition 50e anniversaire Universal Pictures 2013

### Suite etremakes
29 ans après le film, Rick Rosenthal tourna un remake pour la télévision : Les Oiseaux 2 (The Birds II: Land's End). L'action se situe en Nouvelle-Angleterre et les personnages de Melanie, Mitch, Lydia et Cathy ne font pas partie du film. Cependant, Tippi Hedren y tient un second rôle, celui d'une commerçante qui tient le magasin Tides, même nom que celui du restaurant du premier film.
Le 26 mars 2008 débuta le tournage des Corbeaux, adaptation du film d'Hitchcock. Le téléfilm, commandé par TF1, fut diffusé en 4 épisodes. L'histoire est celle d'un couple divorcé (la mère est médecin, le père est maire) qui voit débarquer dans son village de Bretagne une nuée de corbeaux, lesquels sèment la terreur et la mort. La seule personne à ne pas les craindre est leur fille, une petite autiste, qui parvient à communiquer avec eux. C'est Astrid Veillon qui tient le rôle principal.
En 2007, le magazine Variety annonça qu'un remake américain serait réalisé par Martin Campbell avec Naomi Watts dans le rôle de Tippi Hedren. Cette dernière fit part de son effroi à l'idée de voir se monter une nouvelle version. En juin 2009 le producteur Brad Fuller annonça la suspension du projet.

### Postérité
Les corbeaux de Resident Evil: Extinction sont inspirés des oiseaux de ce film.
Il se passe la même chose avec L'Attaque des morts-vivants et Birdemic: Shock and Terror.
Dans Le Grand Frisson, Mel Brooks parodie la scène où les oiseaux se réunissent derrière Melanie Daniels pendant qu'elle attend à côté de l'école.
Dans le dessin animé Gigi, au cours de l'épisode 52 Le bébé pingouin, une scène où des pingouins menaçants s'accumulent sur une structure de jeu d'enfants semble directement inspirée d'une scène du film.
La pochette de la réédition de l'album Music to Be Murdered By (2020) — déjà très inspiré par Alfred Hitchcock — d'Eminem rend hommage au film : le rappeur est photographié en noir et blanc avec un corbeau sur l'épaule.

#### Articles
- Gilbert Salachas, « Les oiseaux », Téléciné, no 112, Fédération des Loisirs et Culture Cinématographique (FLECC), Paris, octobre 1963,  (ISSN 0049-3287).
- Gilbert Salachas, Claude Miller, « Les oiseaux », Téléciné, no 115, Fédération des Loisirs et Culture Cinématographique (FLECC), Paris, février-avril 1964, fiche no 431,  (ISSN 0049-3287).

Les références indiquées ci-dessous représentent les principales ressources documentaires sur le film.

#### Entretiens avec Alfred Hitchcock
- (en) Cameron, Ian et Perkins, « Interview with Alfred Hitchcock », Movie, 6 janvier 1963
- François Truffaut, Hitchcock/Truffaut, éditions Robert Laffont, 1967

#### Livres
- Donald Spoto, L'Art d'Alfred Hitchcock. 50 ans de films, Edilig, Paris, 1976
- Robert A. Harris et Michael S. Lasky, The Complete films of Alfred Hitchcock, Overlook, 1984
- Jacques Zimmer, Alfred Hitchcock, J'ai lu, 1988
- (en) Robert E. Kapsis, Hitchcock: The Making of a Reputation, University of Chicago Press, 1992
- (en) David Sterritt, The Films of Alfred Hitchcock, Cambridge University, 1993
- (en) Camille Paglia, The Birds, British Film Institute, 1998
- Dan Auiler, Les Cahiers de Hitchcock : Les Secrets d’un créateur de génie, Éditions Jean-Claude Lattès, 1999
- Jean Douchet, Hitchcock, Cahiers du cinéma, 1999
- Paul Duncan, Alfred Hitchcock: Filmographie Complète, Tashen, 2004
- Donald Spoto, La Face cachée d'un génie - La vraie vie d'Alfred Hitchcock, Albin Michel, 2004
- Evan Hunter, Hitch et moi, Éditions Ramsay, 2006 Récit de la collaboration entre Evan Hunter et Alfred Hitchcock sur Les Oiseaux et Pas de printemps pour Marnie ainsi qu'une analyse de Donald Spoto sur Les Oiseaux.

#### Documentaire
- (en) Laurent Bouzereau, All About The Birds, Universal, 2000